# Vipère du Gabon
Bitis gabonica
Espèce
Synonymes
- Echidna gabonica Duméril, Bibron & Duméril, 1854

Bitis gabonica, la Vipère du Gabon, est une espèce de serpents de la famille des Viperidae.
Ce serpent venimeux est issu des forêts tropicales Sub-saharienne,. Le plus grand et lourd représentant de la sous-famille des Viperinae, la vipère du Gabon mesure en moyenne 120 cm de longueur, bien qu'elle puisse rarement atteindre 180 cm. Elle possède les plus longs crochets venimeux parmi les serpents et produit la plus grande quantité de venin.
Serpent à la parure extrêmement colorée, qui lui donne un camouflage efficace sur les sols feuillus d'Afrique équatoriale, c'est un animal aux mœurs nocturnes et plutôt calme.

## Description
Les adultes mesurent en moyenne 122-152 cm de longueur avec un maximum relevé de 205 cm pour un spécimen capturé en Sierra Leone. Le sexe peut être déterminé par le rapport entre la longueur de la queue et la longueur totale du corps: approximativement 12 % pour mâles et 6 % pour les femelles. Les adultes, particulièrement les femelles, sont lourds et puissants. Exemple de dimensions relevées sur une femelle:
| Longueur totale             | 174 cm |
| Largeur maximale du corps : | 12 cm  |
| Circonférence               | 37 cm  |
| Poids (estomac vide)        | 8,5 kg |

Dans leur description de B. gabonica Spawls et al. en 2004 donnent une longueur moyenne de 80 à 130 cm, avec une taille maximale de 175 cm, en précisant : cette espèce peut atteindre une plus grande taille. Ils mentionnent des rapports sur des spécimens de plus d'1,90 mètre, ou même plus de 2 mètres de longueur, mais stipulent qu'il n'y a aucune preuve pour soutenir ces assertions.
La tête est large et triangulaire, tandis que le cou est considérablement réduit : seulement un tiers de la largeur de la tête. Une minuscule paire de cornes est présente entre les narines redressées, ce qui la distingue de B. rhinoceros où elles sont beaucoup plus importantes Les yeux sont grands et mobiles, situés plutôt vers l'avant de la tête, et entourés de 15 à 21 écailles circumorbitaires. Il y a 12 à 16 écailles interoculaires sur la partie supérieure de la tête. Quatre ou cinq rangées d'écailles distinctes des suboculaires et des supralabiales. On observe 13 à 22 écailles supralabiales  Les crochets peuvent atteindre une longueur de 55 mm, plus que chez tout autre serpent venimeux.
Au milieu du corps, on compte entre 28 et 46 écailles dorsales en lignes, qui sont toutes fortement carénées, sauf pour les lignes extérieures de part et d'autre du corps. Les écailles latérales sont très légèrement obliques. Les écailles ventrales sont entre 124 et 140 : rarement plus de 132 chez les mâles, et rarement moins de 132 chez les femelles. on compte également entre 17 et 33 paires d'écailles sous-caudales : les mâles n'en ont jamais moins de 25, les femelles jamais plus de 23. On observe une écaille anale unique.
La coloration se compose d'une série de pâles taches rectangulaires qui passent au centre du dos, avec des espaces foncés, tranchant avec des marques jaune sable. Les flancs sont ornés d'une série de losanges brun fauve et de barres verticales claires. Le ventre est pâle avec des taches irrégulières brunes ou noires. La tête est blanche ou crème avec une fine ligne centrale sombre, des taches noires sur les coins arrière, et un triangle bleu foncé-noir derrière et en dessous de chaque œil. L'iris est crème, jaune ou blanc, orange ou argenté.

## Répartition

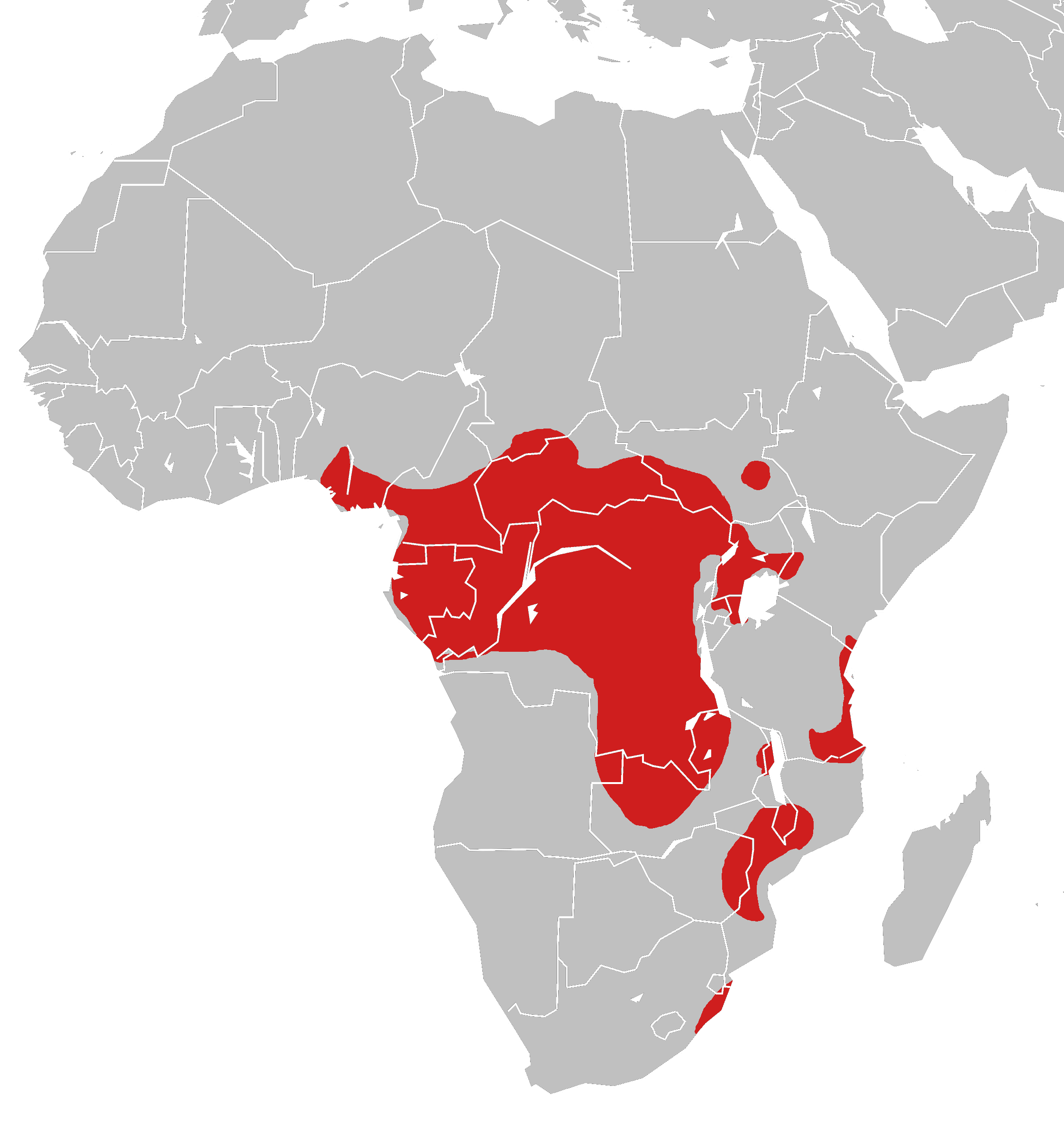
Répartition de Bitis gabonica

Cette espèce se rencontre au Nigéria, au Cameroun, au Tchad, en République centrafricaine, au Soudan du Sud, en Guinée équatoriale, au Gabon, au Congo-Brazzaville, en Ouganda, en Angola, en Zambie, au Togo, dans l'est du Zimbabwe, au Mozambique, dans le nord-est du Kwazulu-Natal en Afrique du Sud selon Reptile Database. Elle est aussi répertoriée au Congo-Kinshasa et en Tanzanie.
La localité type est  le Gabon.

## Habitat
La vipère du Gabon se rencontre généralement dans les forêts humides et les terres boisées, surtout à basse altitude, mais jusqu'à 1 500 m d'altitude. Spawls et al. en 2004 mentionne une altitude maximale de 2 100 m. Selon Broadley et Cook en 1975, elle se plait généralement dans des environnements proches de ceux occupés par son proche parent,  B. arietans qui se trouve normalement des environnements plus ouverts.
En Tanzanie, on trouve cette espèce dans les fourrés denses, les plantations de noix de cajou, et dans les terres agricoles sous les buissons et dans les fourrés. En Ouganda, on la trouve dans les forêts et les prairies avoisinantes. Elle se plait également dans les zones d'exploitation forestière, les plantations de cacao en Afrique de l'Ouest et de café en Afrique de l'Est. Elle a été trouvée dans les forêts à feuilles persistantes en Zambie. Au Zimbabwe, elle ne se rencontre que dans les zones de fortes précipitations le long de l'escarpement boisé de l'est du pays.
Parfois, on peut également la rencontrer dans les marais, ainsi que près des rivières lentes. On la trouve généralement dans les zones agricoles à proximité des forêts et sur les routes la nuit.

## Éthologie
Principalement nocturne, la vipère du Gabon a la réputation d'être lente et placide. Elle chasse habituellement en embuscade, passant souvent de longues périodes, immobile, dans l'attente d'une proie qui lui convienne. Par contre, il est fréquent qu'elle pratique une chasse active au cours des six premières heures de la nuit.
La locomotion est essentiellement rectiligne, dans une lente « marche » des écailles ventrales. Elle peut ramper de manière plus rapide lorsqu'elle est effrayée, mais seulement sur de courtes distances. Ditmars en 1933 l'a même décrite comme étant capable de locomotion latérale.
Lorsqu'il se sent menacé, ce serpent peut émettre un sifflement bruyant, profond et régulier en guise d'avertissement, en aplatissant légèrement la tête à l'expiration de chaque respiration,,. Malgré cela il reste peu enclin à mordre à moins d'avoir été sérieusement provoqué.
Il y a eu de nombreuses descriptions de leur nature peu agressive. Sweeney en 1961 a écrit qu'ils sont si dociles qu'ils « peuvent être traités aussi librement que toute espèce non venimeuse », bien que ce ne soit absolument pas recommandé. Lane en 1963 explique qu'il capture des spécimens d'abord en les touchant légèrement sur le dessus de la tête avec une paire de pinces pour tester leur réaction. La colère est rarement affichée, les pinces sont généralement mises de côté et le serpent fermement saisi par le cou avec une main et le corps avec l'autre porté dans une boîte de confinement. D'après lui les serpents n'ont presque jamais lutté.
Parry en 1975 décrit cette espèce comme ayant un plus large éventail de mouvements oculaires que les autres serpents. Le long d'un plan horizontal, le mouvement des yeux peut être maintenu même si la tête est tournée vers le haut ou vers le bas à un angle de 45°. Si la tête est orientable sur 360°, un œil sera basculé vers le haut et l'autre vers le bas, selon le sens de rotation. En outre, si un œil regarde en avant l'autre regardera en arrière, comme si les deux étaient reliés à une position fixe sur un axe entre eux. En général, les yeux balaient d'avant en arrière de façon rapide et saccadée. Durant le sommeil, il n'y a pas de mouvements oculaires et les pupilles sont fortement contractées. Les pupilles se dilatent brusquement et le mouvement des yeux reprend lorsque l'animal se réveille.

## Alimentation
En raison de leur grande taille et de leur corpulence, les adultes n'ont pas de difficultés à manger des proies aussi grande qu'un lapin adulte. Lorsqu'une proie passe à leur portée, ils frappent rapidement et avec précision, et généralement enserrent ensuite leur proie comme un constricteur jusqu'à ce que le venin fasse effet, ce qui peut prendre quelques minutes selon la taille de la proie. Ces serpents s'alimentent d'une grande variété d'oiseaux et de mammifères, tels des colombes, de nombreuses espèces de rongeurs, y compris les mulots et les rats, ainsi que les lièvres et les lapins. Il existe également des rapports citant des proies peu probables, comme des singes arboricoles, l'athérure, des cricétome des savanes et même de petites  antilopes royales.

## Reproduction
Au cours du pic de la période d'activité sexuelle, les mâles s'affrontent. Cela commence par l'un frottant son menton le long du dos de l'autre. Le deuxième mâle va ensuite lever la tête aussi haut que possible. Comme ils font tous deux la même chose, les cous s'entrelacent. Lorsque les têtes sont au même niveau, ils se tournent vers l'autre et poussent. Leurs corps se mêlent comme ils changent de poste. Ils deviennent inconscients de tout le reste, et continuent même après leur chute sur une surface dure ou dans l'eau. Parfois, ils se s'entrelacent et serrent si fort que leurs écailles se détachent sous la pression. Ils ont également été observés frappant l'autre avec la bouche fermée. Parfois, les deux rivaux se fatiguent et cessent l'affrontement par « consentement mutuel », se reposent quelque temps avant de recommencer. Le combat est réglé lorsque l'un des deux réussit à pousser la tête de l'autre au sol et se dresse de 20-30 cm. En captivité, les affrontements peuvent se produire 4-5 fois par semaine jusqu'à ce que se termine la cour et que le vainqueur s'accouple avec la femelle.
La gestation dure environ un an, ce qui suggère un cycle de reproduction de 2-3 ans. Un cycle de reproduction de 5 ans est également possible. Habituellement, les petits naissent en fin d'été. B. gabonica donne naissance à entre 8 et 43 jeunes vivants (ovovivipare). Bitis gabonica rhinoceros peut donner naissance à 60 juvéniles. Toutefois, le nombre moyen de jeunes dépasse rarement 24. Les nouveau-nés mesurent de 25 à 32 cm de longueur et pèsent de 25 à 45 g.

## Envenimation
Pour un article plus général, voir Envenimation.
Le venin est hémotoxique, chez la souris la DL50 est de 0,8–5,0 mg/kg en intraveineuse, 2,0 mg/kg intrapéritonéale et de 5,0–6,0 mg/kg en hypodermique. La dangerosité de ce serpent provient surtout du très important volume qu'il injecte à chaque morsure. En 1995, Spawls et Branch affirment que 5 à 7 ml soit 450 à 600 mg peuvent être injectés par morsure. Ses glandes à venin très développées donnent sa forme triangulaire à la tête de la vipère.
En cas de morsure, l'injection d'un sérum adéquat doit être faite au plus vite. Cette vipère possède les crochets à venin les plus longs de tous les serpents, mesurant jusqu'à 5 cm de longueur.

## Taxinomie
La sous-espèce Bitis gabonica rhinoceros a été élevée au rang d'espèce par Lenk, Herrmann, Joger et Wink en 1999.

## Publication originale
- Duméril, Bibron & Duméril, 1854 : Erpétologie générale ou histoire naturelle complète des reptiles. Tome septième. Deuxième partie, p. 781-1536 (texte intégral).